# Puchar Ukrainy w piłce nożnej (1992/1993)
Puchar Ukrainy 1992/1993 - II rozgrywki ukraińskiej FFU, mające na celu wyłonienie zdobywcy krajowego Pucharu, który zakwalifikuje się tym samym do Puchar Zdobywców Pucharów sezonu 1993/94. Sezon trwał od 26 lipca 1992 do 30 maja 1993.
W sezonie 1992/1993 rozgrywki te składały się z:
- meczów 1/64 finału,
- meczów 1/32 finału,
- dwumeczów 1/16 finału,
- dwumeczów 1/8 finału,
- dwumeczów 1/4 finału,
- dwumeczów 1/2 finału,
- meczu finałowego.

## Drużyny
Do rozgrywek Pucharu przystąpiło 58 klubów Wyższej, Pierwszej, Drugiej i Przejściowej Lihi oraz 22 zdobywców Pucharu obwodów Ukrainy. 
| Kluby Wyższej Lihi: | Kluby Pierwszej Lihi: | Kluby Drugiej Lihi: | Kluby Przejściowej Lihi:                                                                     |
| - Bukowyna Czerniowce - Czornomoreć Odessa - Dnipro Dniepropetrowsk - Dynamo Kijów - Karpaty Lwów - Kremiń Krzemieńczuk - Krywbas Krzywy Róg - Metalist Charków - Metałurh Zaporoże - Nywa Tarnopol - Szachtar Donieck - Tawrija Symferopol - Torpedo Zaporoże - Weres Równe - Wołyń Łuck - Zoria-MAŁS Ługańsk | - Artanija Oczaków - Awtomobilist Sumy - Chimik Siewierodonieck - Desna Czernihów - Dynamo-2 Kijów - Ewis Mikołajów - Krystał Czortków - Metałurh Nikopol - Naftowyk Ochtyrka - Nywa Winnica - Podilla Chmielnicki - Polihraftechnika Oleksandria - Prykarpattia Iwano-Frankowsk - Pryładyst Mukaczewo - Roś Biała Cerkiew - SK Odessa - Skała Stryj - Stal Alczewsk - Szachtar Pawłohrad - Temp Szepietówka - Worskła Połtawa - Zakarpattia Użhorod | - Azoweć Mariupol - Bażanoweć Makiejewka - Czajka Sewastopol - Czornomoreć-2 Odessa - Dnipro Czerkasy - Dnister Zaleszczyki - Drużba Osypenko - Hałyczyna Drohobycz - Hazowyk Komarno - Jawir Krasnopole - Krystał Chersoń - Meliorator Kachowka - Polissia Żytomierz - Szachtar-2 Donieck - Tytan Armiańsk - Wahonobudiwnyk Stachanow - Zirka Kirowohrad - ZS-Orijana Kijów | - Dynamo Ługańsk - Naftochimik Krzemieńczuk - Druga drużyna - Polihraftechnika-2 Oleksandria |

Zdobywcy Pucharu obwodów spośród amatorów:
- Awanhard Łozowa (obwód charkowski)
- Błaho Błahojewe (obwód odeski)
- Chutrowyk Tyśmienica (obwód iwanofrankowski)
- Dynamo-3 Kijów (m. Kijów)
- Hirnyk Pawłohrad (obwód dniepropetrowski)
- Inturyst Jałta (Republika Autonomiczna Krymu)
- Keramik Baranówka (obwód żytomierski)
- Łada Czerniowce (obwód czerniowiecki)
- Łokomotyw Równe (obwód rówieński)
- Metalist Irszawa (obwód zakarpacki)
- Olimpija Jużnoukraińsk (obwód mikołajowski)
- Orbita Zaporoże (obwód zaporoski)
- Papirnyk Poninka (obwód chmielnicki)
- Podilla Kyrnasiwka (obwód winnicki)
- Ptachiwnyk Wełyki Haji (obwód tarnopolski)
- Rotor Czerkasy (obwód czerkaski)
- Sokił-ŁORTA Lwów (obwód lwowski)
- Spartak Oleksandria (obwód kirowohradzki)
- Tawrija Nowotrojićke (obwód chersoński)
- Wuhłyk Biłozerskie (obwód doniecki)
- Zdwyż Borodzianka (obwód kijowski)

## Terminarz rozgrywek

### 1/64 finału
| 26 lipca 1992                  |     |                              |                |
| Podilla Kyrnasiwka             | 1:3 | Nywa Winnica                 |                |
| 1 sierpnia 1992                |     |                              |                |
| Polihraftechnika-2 Oleksandria | 1:0 | Dnipro Czerkasy              |                |
| Tytan Armiańsk                 | 1:2 | Czajka Sewastopol            | (dod.)         |
| Inturyst Jałta                 | 0:1 | Temp Szepietówka             |                |
| Łokomotyw Równe                | 1:0 | Podilla Chmielnicki          | (dod.)         |
| Dynamo-3 Kijów                 | 2:0 | Desna Czernihów              |                |
| Ptachiwnyk Wełyki Haji         | 1:0 | Hałyczyna Drohobycz          |                |
| Hazowyk Komarno                | 0:0 | Skała Stryj                  | (dod., k. 4:2) |
| Chutrowyk Tyśmienica           | 1:1 | Prykarpattia Iwano-Frankowsk | (dod., k. 1:3) |
| Łada Czerniowce                | 1:0 | Dnister Zaleszczyki          |                |
| Sokił-ŁORTA Lwów               | 2:0 | Zakarpattia Użhorod          |                |
| Metalist Irszawa               | 3:0 | Pryładyst Mukaczewo          |                |
| Keramik Baranówka              | 2:1 | Krystał Czortków             |                |
| Papirnyk Poninka               | 0:4 | Polissia Żytomierz           |                |
| Zdwyż Borodzianka              | 3:1 | ZS-Orijana Kijów             |                |
| Hirnyk Pawłohrad               | 0:3 | Zirka Kirowohrad             |                |
| Jawir Krasnopole               | 2:0 | Awtomobilist Sumy            |                |
| Chimik Siewierodonieck         | 1:0 | Stal Alczewsk                |                |
| Dynamo Ługańsk                 | 4:2 | Wahonobudiwnyk Stachanow     | (dod.)         |
| Awanhard Łozowa                | 0:1 | Naftowyk Ochtyrka            |                |
| Spartak Oleksandria            | 0:1 | Worskła Połtawa              |                |
| Naftochimik Krzemieńczuk       | 1:1 | Dynamo-2 Kijów               | (dod., k. 2:4) |
| Orbita Zaporoże                | 1:2 | Roś Biała Cerkiew            |                |
| Wuhłyk Biłozerskie             | 2:3 | Szachtar Pawłohrad           |                |
| Tawrija Nowotrojićke           | 0:1 | Metałurh Nikopol             | (dod.)         |
| Bażanoweć Makiejewka           | 2:3 | Szachtar-2 Donieck           |                |
| Drużba Osypenko                | 2:0 | Azoweć Mariupol              |                |
| Olimpija Jużnoukraińsk         | 3:4 | SK Odessa                    | (dod.)         |
| Czornomoreć-2 Odessa           | 1:4 | Artanija Oczaków             |                |
| Błaho Błahojewe                | 1:2 | Ewis Mikołajów               | (dod.)         |
| Meliorator Kachowka            | 2:0 | Krystał Chersoń              |                |
| 4 sierpnia 1992                |     |                              |                |
| Rotor Czerkasy                 | 2:3 | Polihraftechnika Oleksandria |                |

### 1/32 finału
| 7 sierpnia 1992              |     |                                |                  |
| Polihraftechnika Oleksandria | 4:0 | Polihraftechnika-2 Oleksandria |                  |
| Czajka Sewastopol            | 0:2 | Temp Szepietówka               |                  |
| Ptachiwnyk Wełyki Haji       | 1:4 | Hazowyk Komarno                |                  |
| Prykarpattia Iwano-Frankowsk | 5:1 | Łada Czerniowce                |                  |
| Sokił-ŁORTA Lwów             | 4:1 | Metalist Irszawa               |                  |
| Nywa Winnica                 | 3:0 | Keramik Baranówka              | (dod.)           |
| Chimik Żytomierz             | 2:0 | Zdwyż Borodzianka              |                  |
| Zirka Kirowohrad             | 0:0 | Jawir Krasnopole               | (dod., k. 10:11) |
| Chimik Siewierodonieck       | 4:3 | Dynamo Ługańsk                 | (dod.)           |
| Naftowyk Ochtyrka            | 3:2 | Worskła Połtawa                |                  |
| Dynamo-2 Kijów               | 3:2 | Roś Biała Cerkiew              | (dod.)           |
| Szachtar Pawłohrad           | 3:1 | Metałurh Nikopol               |                  |
| Szachtar-2 Donieck           | 5:0 | Drużba Osypenko                |                  |
| SK Odessa                    | 3:0 | Artanija Oczaków               |                  |
| Ewis Mikołajów               | 2:0 | Meliorator Kachowka            |                  |
| 15 sierpnia 1992             |     |                                |                  |
| Łokomotyw Równe              | 1:0 | Dynamo-3 Kijów                 |                  |

### 1/16 finału
|                                       | 1 mecz | 2 mecz | Suma |                        |                                        |
| ------------------------------------- | ------ | ------ | ---- | ---------------------- | -------------------------------------- |
| 2 września i 7 października 1992      |        |        |      |                        |                                        |
| Polihraftechnika Oleksandria          | 1:2    | 0:5    | 1:7  | Metalist Charków       |                                        |
| Łokomotyw Równe                       | 0:0    | 1:2    | 1:2  | Nywa Tarnopol          |                                        |
| Prykarpattia Iwano-Frankowsk          | +:-    |        | +:-  | Krywbas Krzywy Róg     | Krywbas Krzywy Róg nie przybył na mecz |
| Chimik Żytomierz                      | 1:1    | 1:3    | 2:4  | Wołyń Łuck             |                                        |
| Jawir Krasnopole                      | 0:3    | 1:2    | 1:5  | Kremiń Krzemieńczuk    |                                        |
| Chimik Siewierodonieck                | 4:3    | 1:1    | 5:4  | Szachtar Donieck       |                                        |
| Naftowyk Ochtyrka                     | 1:0    | 0:2    | 1:2  | Torpedo Zaporoże       |                                        |
| Dynamo-2 Kijów                        | 2:2    | 1:1    | 3:3  | Weres Równe            |                                        |
| Szachtar-2 Donieck                    | 0:0    | 2:5    | 2:5  | Metałurh Zaporoże      |                                        |
| Ewis Mikołajów                        | 1:0    | 0:3    | 1:3  | Karpaty Lwów           |                                        |
| 7 października i 21 października 1992 |        |        |      |                        |                                        |
| Temp Szepietówka                      | 2:1    | 3:4    | 5:5  | Bukowyna Czerniowce    |                                        |
| Hazowyk Komarno                       | 2:3    | -:+    | 2:3  | Dnipro Dniepropetrowsk |                                        |
| Nywa Winnica                          | 2:1    | 0:2    | 2:3  | Zoria-MAŁS Ługańsk     |                                        |
| Szachtar Pawłohrad                    | 1:1    | 0:3    | 1:4  | Tawrija Symferopol     |                                        |
| SK Odessa                             | 0:1    | 3:2    | 3:3  | Czornomoreć Odessa     |                                        |
| 7 października i 11 listopada 1992    |        |        |      |                        |                                        |
| Sokił-ŁORTA Lwów                      | 0:7    | 0:3    | 0:10 | Dynamo Kijów           |                                        |

### 1/8 finału
|                                  | 1 mecz | 2 mecz | Suma |                        |  |
| -------------------------------- | ------ | ------ | ---- | ---------------------- |  |
| 25 listopada i 29 listopada 1992 |        |        |      |                        |  |
| Kremiń Krzemieńczuk              | 2:1    | 0:1    | 2:2  | Chimik Siewierodonieck |  |
| Torpedo Zaporoże                 | 3:1    | 1:2    | 4:3  | Weres Równe            |  |
| Tawrija Symferopol               | 1:1    | 0:3    | 1:4  | Metałurh Zaporoże      |  |
| SK Odessa                        | 0:0    | 2:3    | 2:3  | Karpaty Lwów           |  |
| Metalist Charków                 | 1:0    | 0:0    | 1:0  | Temp Szepietówka       |  |
| Nywa Tarnopol                    | 3:0    | 0:2    | 3:2  | Dnipro Dniepropetrowsk |  |
| Prykarpattia Iwano-Frankowsk     | 0:2    | 1:4    | 1:6  | Dynamo Kijów           |  |
| Zoria-MAŁS Ługańsk               | 3:0    | 0:5    | 3:5  | Wołyń Łuck             |  |

### 1/4 finału
|                             | 1 mecz | 2 mecz | Suma |                  |  |
| --------------------------- | ------ | ------ | ---- | ---------------- |  |
| 23 marca i 10 kwietnia 1993 |        |        |      |                  |  |
| Chimik Siewierodonieck      | 0:0    | 0:1    | 0:1  | Torpedo Zaporoże |  |
| 24 marca i 7 kwietnia 1993  |        |        |      |                  |  |
| Metałurh Zaporoże           | 0:1    | 1:2    | 1:3  | Karpaty Lwów     |  |
| Metalist Charków            | 1:0    | 1:2    | 2:2  | Nywa Tarnopol    |  |
| Dynamo Kijów                | 5:1    | 2:2    | 7:3  | Wołyń Łuck       |  |

### 1/2 finału
|                            | 1 mecz | 2 mecz | Suma |              |  |
| -------------------------- | ------ | ------ | ---- | ------------ |  |
| 20 kwietnia i 11 maja 1993 |        |        |      |              |  |
| Torpedo Zaporoże           | 0:1    | 1:2    | 1:3  | Karpaty Lwów |  |
| Metalist Charków           | 1:1    | 0:3    | 1:4  | Dynamo Kijów |  |

### Finał
Mecz finałowy rozegrano 30 maja 1993 na Stadionie Republikańskim w stolicy Kijowie.
| Dynamo Kijów | 2:1 | Karpaty Lwów |  |

| Zdobywca Pucharu Ukrainy 1992/93 |
| -------------------------------- |
| Dynamo Kijów 1 tytuł             |
| złoto                            |